# Die Frauen der Kalifen
Die Frauen der Kalifen, arabisch نساء الخلفاء المسمى: جهات الأئمة الخلفاء من الحرائر والإماء, ist ein 1256/7 verfasstes Personenlexikon des Bagdader Historikers und Schriftstellers Ibn al-Sa‘i (1197–1276), der zu Zeiten des Mongolensturms und der Zerstörung von Bagdad lebte. Das Buch ist eine wichtige historische Quelle über das höfische Leben von Frauen in der Ära des Abbasiden-Kalifats. In kurzen Biographien werden insgesamt 38 Frauen aufgelistet, die als Ehefrauen und Konkubinen am Hofe der Abbasiden-Kalifen sowie der Seldschuken lebten. Die meisten der erwähnten Frauen waren Sklavinnen, viele davon Sängersklavinnen.

## Im Buch erwähnte Biographien
Die Liste ist nicht wie im Buch sortiert, sondern folgt dem historisch zeitlichen Ablauf.
- Ḥammadah bint ʿĪsā (gest. 780/1), Ehefrau des Kalifen al-Mansur (714–775).
- Ghādir (gest. 789/90), Sängersklavin und Konkubine des vierten Abbasiden-Kalifen al-Hādī (766/767–786), sowie eine Ehefrau seines Bruders und Nachfolgers Harun al-Raschid (766–809).[1]
- Haylāna (gest. 789/90), Sklavin und Konkubine des fünften Abbasiden-Kalifen Harun al-Raschid (766–809).[2]
- Ghaḍīḍ (gest. 809), Konkubine des fünften Abbasiden-Kalifen Harun al-Raschid (766–809) und Mutter seiner Tochter Ḥamdūna; gehörte zum innersten Zirkel des Kalifen.[3]
- ʽInān al-Nāṭifīya (gest. 840/1), berühmte Dichterin und Sängersklavin; Konkubine des fünften Abbasiden-Kalifen Harun al-Raschid.[4]
- Faḍl al-Schāʿira (gest. 870/1)
- Farida, die Ältere (im 9. Jahrhundert), Sängersklavin und mutmaßliche Konkubine des sechsten Abbasiden-Kalifen al-Amin (reg. 787–813, 809–813).[5]
- Buran bint al-Hasan ibn Sahl (gest. 884) war eine Ehefrau des siebten Abbasiden-Kalifen al-Ma'mun.[6]
- Muʾnisa al-Maʾmūniyya (gest. im 9. Jahrhundert), byzantinische Sklavin und Konkubine des siebten Abbasiden-Kalifen al-Ma'mun (786–833, reg. 813–833), gehörte zu dessen innerem Zirkel.[7]
- Qurrat al-ʿAin (9. Jhdt.), Favoritin des achten Abbasiden-Kalifen al-Muʿtasim (794–842),[8] erwähnt in Tausendundeine Nacht (→ Die Liebe von Abu ʿIsa zu Qurrat al-ʿAin) als Geliebte von Abu ʿIsa Muhammad ibn Harun al-Raschid.[9]
- Farida, die Jüngere (gest. 9. Jhdt.), Sängersklavin, Konkubine und Favoritin des neunten Abbasiden-Kalifen al-Wathiq[10][11] sowie seines Nachfolgers al-Mutawakkil (reg. 847–861), der sie zur Ehefrau nahm.[12] Das Paar hatte einen gemeinsamen Sohn.[13]
- Bunān (gest. wohl im 9. Jahrhundert), Sängersklavin und Konkubine des zehnten Abbasiden-Kalifen al-Mutawakkil (822–861, reg. 847–861).[14] Im Buch der Lieder von Abū l-Faradsch al-Isfahānī wird sie als Dichterin erwähnt.[14]
- Isḥāq al-Andalusiyya (gest. 883), Sklavin und Konkubine des zehnten Abbasiden-Kalifen al-Mutawakkil (822–861, reg. 847–861), Mutter des Regenten al-Muwaffaq (842–891, reg. 875–891).
- Nāshib al-Mutawakkilliya (gest. wohl 9. Jahrhundert), mutmaßliche Sängersklavin im Haushalt des zehnten Abbasiden-Kalifen al-Mutawakkil (822–861, reg. 847–861).[15]
- Mahbuba (9. Jhdt.), berühmte Sängersklavin und Dichterin, sowie eine Konkubine des zehnten Abbasiden-Kalifen al-Mutawakkil (822–861, reg. 847–861).[16]
- Arib al-Mamuniyya (gest. 890)
- Bidʿa al-Kabīra (gest. 915), Sängersklavin im Besitz von Arib al-Mamuniyya, selbst eine der berühmtesten arabischen Dichterinnen und Sängersklavinnen.[17]
- Fāṭima bint al-Faṭh ibn Chāqān (gest. 890), Ehefrau des dreizehnten Abbasiden-Kalifen al-Muʿtazz (849–869, reg. 866–869), Tochter des Abbasiden-Beamten al-Faṭh ibn Chāqān (um 817–861).
- Nabt (9. Jahrhundert), Sängersklavin und Konkubine des fünfzehnten Abbasiden-Kalifen al-Muʿtamid (842/844–892, reg. 870–892).[18]
- Ḍirār (gest. 891), Sklavin des Regenten al-Muwaffaq (842–891, reg. 875–891) und Mutter des späteren sechzehnten Abbasiden-Kalifen al-Mu'tadid bi-'llah (857–902, reg. 892–902).[19]
- Qatr al-Nada (gest. 900), Ehefrau des 16. Abbasiden-Kalifen al-Mu'tadid bi-'llah und Prinzessin der ägyptischen Tuluniden-Dynastie.[20]
- Khallāfa (gest. 9./10. Jahrhundert), Sklavin und Konkubine des fünfzehnten Abbasiden-Kalifen al-Muʿtamid (842/844–892, reg. 870–892), eine seiner Favoritinnen und Mutter eines gemeinsamen Sohnes.[21]
- Daula (gest. im 9./10. Jahrhundert), Sklavin und mutmaßliche Konkubine des bekannten Dichters und Abbasiden-Prinzen Abdallah ibn al-Mu'tazz (um 861–908), sowie Helferin für dessen literarische Arbeit.[22]
- Qabīḥa (gest. 9./10. Jahrhundert), Sklavin von Al-Abbas ibn al-Hasan, dem Wesir des 18. Abbasiden-Kalifen al-Muqtadir (895–932, reg. 908–932).[23]
- Sitt al-Nisāʾ (gest. wohl im 9. Jahrhundert), „Tochter von Tulun, dem Türken“,[24] mutmaßliche Schwester von Ahmad Ibn Tulun (826–884, reg. 868–884), dem Begründer der ägyptischen Tuluniden-Dynastie.
- Sarīra al-Rāʾiqiyya (gest. 959), Sängersklavin und Konkubine von Abu Bakr Muhammad ibn Rāʾiq (gest. 942), dem ersten Amir al-Umara (Emir der Emire); später Ehefrau von Abu 'Abdallāh al-Husayn ibn Sa'id ibn Hamdan.[25]
- Khamra (gest. 988), Sklavin und Konkubine des 18. Abbasiden-Kalifen al-Muqtadir (895–932, reg. 908–932), Mutter des gemeinsamen Sohnes Īsā.[26]
- Tadsch al-Dīn Khātūn al-Safarriyya, Konkubine des türkischen Seldschuken-Sultans Malik Schah I. (1055–1092, reg. 1072–1094) und Mutter der späteren Sultane Muhammad I. Tapar und Ahmad Sandschar,[27] sowie Mutter von Ismah Chatun.
- Māh-i Mulk (gest. um 1091), Tochter des türkischen Seldschuken-Sultans Malik Schah I. (1055–1092, reg. 1072–1094), Ehefrau des siebenundzwanzigsten Abbasiden-Kalifen al-Muqtadi (1056–1094, reg. 1075–1094) und Mutter des Prinzen Dscha'far;[28] Halbschwester von Ismah Chatun.

- Terkan Chatun (gest. 1094) war Ehefrau des Seldschuken-Sultans Malik Schah I. (1055–1092, reg. 1072–1094) und Mutter von Sultan Mahmud I. (reg. 1092–1094); sie leitete das Seldschukenreich de facto nach dem Tod ihres Mannes bis zu ihrem eigenen.[29]
- Zubaida (gest. 1137/8), Tochter des Selduschuken-Sultans Berk-Yaruq (1081–1104, reg. 1094–1104) und Ehefrau des Rum-Seldschuken-Sultans Mas'ud I.[30]
- Ismah Chatun (gest. 1141/2), seldschukische Prinzessin, Tochter von Sultan Malik Schah I. (1055–1092) und Tadsch al-Dīn Khātūn al-Safarriyya, Ehefrau des 28. Abbasiden-Kalifen al-Mustazhir ( 1078–1118), Mutter des Prinzen Abu Ishaq Ibrahim;[31] Halbschwester von Māh-i Mulk.
- Seldschuki Chatun (gest. 1188), Tochter des Rum-Seldschuken-Sultans Kılıç Arslan II. (reg. 1156–1192) und Ehefrau des Abbasiden-Kalifen al-Nāsir li-Dīn Allāh (1180–1225).[32]
- Banafschā al-Rūmiyya (gest. 1201), byzantinische Sklavin und Konkubine des Abbasiden-Kalifen al-Mustadī' (reg. 1170–1180).[33]
- Scharaf Chatun al-Turkiyya (gest. 1211), türkischstämmige Sklavin und Konkubine von al-Mustadī' (1142–1180), Mutter eines gemeinsamen Sohnes.[34]
- Bab Dschauhar (gest. 1241), türkischstämmige Sklavin und Konkubine des 35. Abbasiden-Kalifen al-Zahir (1175–1226).[35]
- Hayat Chatun (gest. 1241), türkischstämmige Sklavin und Konkubine des 35. Abbasiden-Kalifen al-Zahir (1175–1226) und Mutter von einem seiner Söhne.[36]
- Schāhān (gest. 1254/5), byzantinische Sklavin und Konkubine des 38. Abbasiden-Kalifen al-Mustansir I. (1192–1242, reg. 1226–1242).[37]